# Ars Technica
Ars Technica ([ˌɑːrz_ˈtɛknᵻkə]; expressió llatina que vol dir "l'art de la tecnologia") és un lloc web de notícies sobre tecnologia, ciència, política i societat, creat per Ken Fisher i Jon Stokes el 1998. Publica notícies, ressenyes i guies sobre maquinari i programari, ciència, polítiques tecnològiques i videojocs. Molts dels seus redactors són postgraduats i alguns treballen per instituts d'investigació. Els articles estan escrits en un to menys formal que el de les revistes científiques tradicionals.
El maig del 2008, Condé Nast Digital (el departament en línia de Condé Nast Publications) va comprar Ars Technica, junt amb dues altres empreses, per 25 milions de dòlars, i la va afegir al seu grup digital Wired, on també hi ha Wired i, abans, Reddit. La plantilla treballa sobretot des de casa i té oficines a Boston, Chicago, Londres, Nova York i San Francisco.
Ars Technica es finança principalment amb publicitat d'Internet, i ha ofert una subscripció de pagament des del 2001. Va generar controvèrsia el 2010, quan com a experiment va bloquejar l'accés al lloc web als lectors que utilitzaven programes bloquejadors de publicitat.

## Història
Ken Fisher i Jon Stokes van crear el lloc web i l'empresa Ars Technica el 1998. L'objectiu era publicar notícies i guies sobre maquinari i programari; en les seves paraules: "la millor cobertura possible sobre diversos sistemes operatius, maquinari de PC i tecnologia mentre (...) ens ho passem bé, som productius i som tan informatius i precisos com puguem". "Ars technica" és una expressió llatina que vol dir "art tecnològic". El lloc web publica notícies, ressenyes, guies i altres materials que interessen als entusiastes dels ordinadors. En aquella època, els redactors estaven repartits geogràficament pels Estats Units; Fisher vivia a casa dels seus pares a Boston (Massachusetts), Stokes a Chicago (Illinois) i els altres redactors a les seves ciutats respectives.
El 19 de maig del 2008, Condé Nast Digital (el departament en línia de Condé Nast Publications) va comprar Ars Technica, com a part de la compra de tres llocs web diferents per 25 milions de dòlars en total: Ars Technica, Webmonkey i HotWired. Ars Technica es va afegir al grup digital Wired de l'empresa, on hi havia entre altres Wired i Reddit. En una entrevista amb The New York Times, Fisher va dir que altres empreses havien ofert comprar Ars Technica però que els redactors van acordar un tracte amb Condé Nast perquè els semblava que era l'opció que els donava la millor oportunitat de convertir la seva afició en un negoci. Condé Nast va contractar Fisher, Stokes i els altres vuit redactors d'aleshores, Fisher com a redactor en cap. L'expedient de regulació d'ocupació que va fer Condé Nast el novembre del 2008 va afectar els llocs web de l'empresa "de manera generalitzada", també Ars Technica.
El 5 de maig del 2015, Ars Technica va engegar el seu lloc web britànic per ampliar la cobertura de temes relacionats amb el Regne Unit i Europa. Aquest lloc web va començar amb uns 500.000 lectors, i un any després havia arribat a 1,4 milions.

## Contingut
En general, el contingut dels articles publicats per Ars Technica ha seguit sent el mateix des del 1998, i es divideix en quatre categories: notícies, guies, ressenyes i reportatges. Ars Technica també allotja OpenForum, un fòrum d'Internet gratuït per debatre diversos temes.
Al començament, la majoria de notícies publicades al lloc web eren comentaris breus (en general d'uns pocs paràgrafs) sobre articles d'altres llocs web de tecnologia, a on enllaçaven, però quan Condé Nast el va comprar, Ars Technica va començar a publicar més notícies, investigacions i entrevistes originals. Actualment, encara publica comentaris d'entre una oració i uns pocs paràgrafs sobre notícies alienes.
Els reportatges d'Ars Technica són articles llargs que aprofundeixen molt en el tema que tracten. Per exemple, el 1998 va publicar una guia sobre les arquitectures de CPUs titulada "Understanding CPU caching and performance" ("Entendre l'encauament i el rendiment de les CPUs"). El 2009, un article va tractar en detall la teoria, la física, les demostracions matemàtiques i les aplicacions dels ordinadors quàntics. La ressenya de 18.000 paraules sobre l'iPad d'Apple Inc. ho descrivia tot sobre el producte, des de l'embalatge fins al tipus específic de circuits integrats que utilitza.
Ars Technica està escrit en un to menys formal que el de les revistes científiques tradicionals. Molts dels redactors habituals són postgraduats, i molts treballen per instituts d'investigació acadèmics o privats. El cofundador Jon Stokes va publicar el 2007 Inside The Machine ("Dins de la màquina"), un llibre de text sobre arquitectures d'ordinador; John Timmer va realitzar investigacions postdoctorals sobre neurobiologia del desenvolupament; Timothy Lee és un estudió del Cato Institute, un think tank que ha republicat articles seus apareguts a Ars Technica. El 2008, la revista de biologia Disease Models & Mechanisms va anomenar Ars Technica un "canal entre els investigadors i el públic".
El 12 de setembre del 2012, Ars Technica va rebre el seu tràfic diari més gran per la cobertura que va fer sobre l'iPhone 5: 15,3 milions de visualitzacions, de les quals 13,2 milions venien del seu blog en directe.

## Ingressos
El cost de fer funcionar Ars Technica sempre s'ha finançat principalment amb la publicitat d'Internet, gestionada primer per Federated Media Publishing i després per Condé Nast. A més, Ars Technica ha venut subscripcions des del 2001, anomenades subscripcions "Ars Premier": els subscriptors s'estalvien veure els anuncis i reben alguns privilegis, com ara poder veure articles exclusius, publicar a certes zones del fòrum d'Ars Technica i participar en xats restringits amb persones rellevants de la indústria informàtica. En menys mesura, també s'aconsegueixen ingressos per contingut patrocinat; per exemple, IBM va patrocinar una sèrie d'articles sobre el futur de la col·laboració, i la secció "Exploring Datacenters" del lloc web està patrocinada per l'empresa gestora de dades NetApp. També, en el passat, Ars Technica va participar en el màrqueting d'afiliats anunciant ofertes i descomptes de venedors d'Internet i va vendre marxandatge propi.

### Bloqueig d'anuncis
El 5 de març del 2010, com a experiment, Ars Technica va bloquejar l'accés al lloc web als lectors que utilitzaven Adblock Plus, un dels diversos programes d'ordinador que fan que els anuncis no es mostrin al navegador web. Fisher va calcular que llavors el 40% dels seus lectors tenien instal·lat el programa. L'endemà, van treure el boqueig i van publicar l'article "Why Ad Blocking is devastating to the sites you love" ("Per què el bloqueig d'anuncis és devastador pels llocs web que estimes"), on intentaven convèncer els lectors de no utilitzar el programa amb els llocs que els importen:
| « | (...) bloquejar els anuncis pot ser devastador pels llocs web que estimes. No estic defensant que bloquejar els anuncis sigui una forma de robar, o immoral, o poc ètic (...) Pot fer que la gent perdi la feina, pot fer que hi hagi menys material en qualsevol lloc web, i sens dubte pot afectar la qualitat del material. També pot posar els llocs web en una autèntica espiral mortal de publicitat. | » |

Tant el bloqueig com l'article van generar controvèrsia, i en altres llocs web es van publicar articles sobre el tema i sobre l'ètica de la publicitat en general. Molts dels lectors d'Ars Technica van seguir el consell de Fisher: l'endemà de la publicació del seu article, 25.000 lectors que utilitzaven el programa ja havien habilitat mostrar anuncis d'Ars Technica al navegador, i 200 lectors s'havien subscrit a Ars Premier.
El febrer del 2016, Fisher va observar: "Aquell article va fer baixar un 12% els boquejos d'anuncis, i vam descobrir que la majoria de les persones que bloquejaven els anuncis del nostre lloc web ho feien perquè els irritaven altres llocs". Com a resposta a un increment en l'ús de bloquejadors d'anuncis, Ars Technica va expressar la intenció d'identificar els lectors que bloquegen els anuncis i de demanar-los que donin suport al lloc de diverses maneres.